# Description des plantes qui croissent aux environs de Montauban
Description des plantes qui croissent aux environs de Montauban (abreviado Descr. Pl. Montauban) es un libro con ilustraciones y descripciones botánicas que fue escrito por el médico, botánico, editor francés Louis Gaterau, que trabajó activamente en Haití; y publicado en Montauban en el año 1789 con el nombre de Description des plantes qui croissent aux environs de Montauban : ou qu'on cultive dans les jardins : rangées d'après la méthode sexuelle, avec l'indication du lieu où elles viennent, et les vertus principales des usuelles.